# Championnat de la CONCACAF des moins de 20 ans 2011
Navigation
Championnat CONCACAF 2009 Championnat CONCACAF 2013
Le Championnat de la CONCACAF des moins de 20 ans 2011, vingt-troisième édition du Championnat d'Amérique du Nord, centrale et Caraïbe de football des moins de 20 ans, réunit douze sélections de football d'Amérique du Nord, d'Amérique centrale et des Caraïbes affiliées à la CONCACAF. La compétition se déroule au Guatemala du 28 mars au 10 avril 2011.
La compétition sert aussi de phase qualificative pour quatre équipes pour la Coupe du monde des moins de 20 ans 2011, tenue en Colombie du 29 juillet au 20 août 2011. Les trois meilleures équipes provenant de l'Amérique centrale ou des Caraïbes sont quant à elle qualifiées pour les Jeux panaméricains 2011, en plus du Mexique, l'hôte de la compétition,.

## Format
Les trois équipes d'Amérique du Nord, soit le Mexique, les États-Unis et le Canada, sont de nouveau automatiquement qualifiées. Le tournoi passe de huit à douze équipes pour cette édition 2011, la zone centre-américaine obtenant un billet supplémentaire pour la compétition tandis que les Caraïbes obtiennent trois nouvelles places. C'est le 1er septembre 2010 que la CONCACAF annonce le Guatemala comme le pays organisateur du tournoi se déroulant du 3 au 17 avril 2011. Néanmoins, un conflit de calendrier pousse la CONCACAF à avancer le tournoi d'une semaine.

## Équipes qualifiées
La Guadeloupe est membre de la CONCACAF mais pas de la FIFA. Par conséquent, l'équipe guadeloupéenne des moins de 20 ans n'est pas admissible à la Coupe du monde des moins de 20 ans 2011. Si les Guadeloupéens atteignent les demi-finales du tournoi, la quatrième place qualificative au Mondial reviendra au quart-de-finaliste perdant avec le plus de points en phase de groupes. En cas d'égalité, un tirage au sort est organisé.
| Pays              | Qualification                                    | Date             | Participations                                                              | Meilleur résultat          | Dernière participation (résultat obtenu) |
| ----------------- | ------------------------------------------------ | ---------------- | --------------------------------------------------------------------------- | -------------------------- | ---------------------------------------- |
| Guatemala         | Hôte                                             |                  | +17,                                                                        | Finaliste (2) · 1962, 1973 | 2007 (Sixième)                           |
| Canada            | Automatique (NAFU)                               |                  | +18,                                                                        | Vainqueur (2) · 1986, 1996 | 2009 (Cinquième)                         |
| Mexique           | Automatique (NAFU)                               | +22,             | Vainqueur (10) · 1962, 1970, 1973, 1974, 1976, 1978, 1980, 1984, 1990, 1992 | 2009 (Huitième)            |                                          |
| États-Unis        | Automatique (NAFU)                               | +20,             | Finaliste (5) · 1980, 1982, 1986, 1992, 2009                                | 2009 (Deuxième)            |                                          |
| Honduras          | Tournoi qualificatif d'Amérique centrale (UNCAF) | 5 décembre 2010  | +16,                                                                        | Vainqueur (1) · 1982, 1994 | 2009 (Troisième)                         |
| Panama            | Tournoi qualificatif d'Amérique centrale (UNCAF) | 27 novembre 2010 | +7,                                                                         | Neuvième (1) 1984          | 2007 (Quatrième)                         |
| Costa Rica        | Tournoi qualificatif d'Amérique centrale (UNCAF) | 4 février 2011   | +17,                                                                        | Vainqueur (2) · 1988, 2009 | 2009 (Vainqueur)                         |
| Jamaïque          | Tournoi qualificatif caribéen (CFU)              | 10 octobre 2010  | +17,                                                                        | Troisième (1) · 1970       | 2009 (Sixième)                           |
| Guadeloupe        | Tournoi qualificatif caribéen (CFU)              | 24 octobre 2010  | +2,                                                                         | Dixième (1) 1992           | 1992 (Dixième)                           |
| Cuba              | Tournoi qualificatif caribéen (CFU)              | 11 novembre 2010 | +10,                                                                        | Troisième (1) · 1973       | 2005 (Troisième)                         |
| Trinité-et-Tobago | Tournoi qualificatif caribéen (CFU)              | 20 décembre 2010 | +17,                                                                        | Finaliste (1) · 1990       | 2009 (Quatrième)                         |
| Suriname          | Tournoi qualificatif caribéen (CFU)              | 23 janvier 2011  | +5,                                                                         | Sixième (1) 1986           | 1990 (Huitième)                          |

## Villes et stades
Le 1er septembre 2010, la CONCACAF annonce que le Guatemala accueillera la compétition tenue en mars et avril 2011.
| Ciudad de Guatemala | Ciudad de Guatemala     |
| --- | ----------------------- |
| Stade Doroteo Guamuch Flores | Stade Cementos Progreso |
| Capacité : 30 000 | Capacité : 16 000       |
| |                         |
| [[Fichier:Guatemala location map.svg\|300px\|{{#if:\|{{{alt}}}\|Championnat de la CONCACAF des moins de 20 ans 2011 est dans la page Guatemala.]]Ciudad de Guatemala Championnat de la CONCACAF des moins de 20 ans 2011 (Guatemala) |                         |

## Tirage au sort
Le tirage au sort a lieu le 11 février à Guatemala, au Guatemala, avec trois chapeaux de quatre équipes dont la logique de répartition n'est pas mentionnée par la CONCACAF.
Répartition des équipes avant le tirage au sort
| Équipe       |
| ------------ |
| Guatemala PO |
| Canada       |
| États-Unis   |
| Mexique      |

| Équipe            |
| ----------------- |
| Costa Rica T      |
| Honduras          |
| Panama            |
| Trinité-et-Tobago |

| Équipe     |
| ---------- |
| Cuba       |
| Guadeloupe |
| Jamaïque   |
| Suriname   |

Légende :

PO : Pays organisateur
T : Tenant du titre

## Phase de groupes

### Groupe A
|   | Équipe    | Pts | J | G | N | P | Bp | Bc | Diff |
| - | --------- | --- | - | - | - | - | -- | -- | ---- |
| 1 | Honduras  | 6   | 2 | 2 | 0 | 0 | 5  | 2  | +3   |
| 2 | Guatemala | 3   | 2 | 1 | 0 | 1 | 3  | 3  | 0    |
| 3 | Jamaïque  | 0   | 2 | 0 | 0 | 2 | 1  | 4  | -3   |

| Journée 1    | Guatemala                | 2 - 0   | Jamaïque | Stade Doroteo Guamuch Flores, Guatemala      |                                              |
| 29 mars 2011 | Hyde 8e (csc) · Lima 35e | (2 - 0) |          | Spectateurs : 3 917 Arbitrage : Marlon Mejia | Spectateurs : 3 917 Arbitrage : Marlon Mejia |
| 29 mars 2011 | Rapport                  |         |          | Spectateurs : 3 917 Arbitrage : Marlon Mejia | Spectateurs : 3 917 Arbitrage : Marlon Mejia |

| Journée 2    | Honduras                 | 2 - 1   | Jamaïque  | Stade Doroteo Guamuch Flores, Guatemala     |                                             |
| 31 mars 2011 | Alvarado 61e · López 77e | (0 - 1) | 25e Brett | Spectateurs : 417 Arbitrage : Jeffrey Solis | Spectateurs : 417 Arbitrage : Jeffrey Solis |
| 31 mars 2011 | Rapport                  |         |           | Spectateurs : 417 Arbitrage : Jeffrey Solis | Spectateurs : 417 Arbitrage : Jeffrey Solis |

| Journée 3    | Guatemala | 1 - 3   | Honduras                             | Stade Doroteo Guamuch Flores, Guatemala         |                                                 |
| 2 avril 2011 | Lima 38e  | (1 - 2) | 3e Lozano · 25e Martinez · 54e López | Spectateurs : 12 142 Arbitrage : Roberto Orozco | Spectateurs : 12 142 Arbitrage : Roberto Orozco |
| 2 avril 2011 | Rapport   |         |                                      | Spectateurs : 12 142 Arbitrage : Roberto Orozco | Spectateurs : 12 142 Arbitrage : Roberto Orozco |

### Groupe B
|   | Équipe     | Pts | J | G | N | P | Bp | Bc | Diff |
| - | ---------- | --- | - | - | - | - | -- | -- | ---- |
| 1 | États-Unis | 6   | 2 | 2 | 0 | 0 | 6  | 0  | +6   |
| 2 | Panama     | 3   | 2 | 1 | 0 | 1 | 3  | 2  | +1   |
| 3 | Suriname   | 0   | 2 | 0 | 0 | 2 | 0  | 7  | -7   |

| Journée 1    | Suriname | 0 - 4   | États-Unis                                 | Stade Doroteo Guamuch Flores, Guatemala     |                                             |
| 29 mars 2011 |          | (0 - 3) | 19e Wood · 29e Gyau · 36e Doyle · 81e Rowe | Spectateurs : 3 746 Arbitrage : Dave Gantar | Spectateurs : 3 746 Arbitrage : Dave Gantar |
| 29 mars 2011 | Rapport  |         |                                            | Spectateurs : 3 746 Arbitrage : Dave Gantar | Spectateurs : 3 746 Arbitrage : Dave Gantar |

| Journée 2    | Panama               | 3 - 0   | Suriname | Stade Doroteo Guamuch Flores, Guatemala      |                                              |
| 31 mars 2011 | Waterman 36e 60e 68e | (1 - 0) |          | Spectateurs : 315 Arbitrage : Roberto Orozco | Spectateurs : 315 Arbitrage : Roberto Orozco |
| 31 mars 2011 | Rapport              |         |          | Spectateurs : 315 Arbitrage : Roberto Orozco | Spectateurs : 315 Arbitrage : Roberto Orozco |

| Journée 3    | États-Unis   | 2 - 0   | Panama | Stade Doroteo Guamuch Flores, Guatemala     |                                             |
| 2 avril 2011 | Rowe 13e 18e | (2 - 0) |        | Spectateurs : 8 500 Arbitrage : Marcos Brea | Spectateurs : 8 500 Arbitrage : Marcos Brea |
| 2 avril 2011 | Rapport      |         |        | Spectateurs : 8 500 Arbitrage : Marcos Brea | Spectateurs : 8 500 Arbitrage : Marcos Brea |

### Groupe C
|   | Équipe     | Pts | J | G | N | P | Bp | Bc | Diff |
| - | ---------- | --- | - | - | - | - | -- | -- | ---- |
| 1 | Costa Rica | 6   | 2 | 2 | 0 | 0 | 6  | 0  | +6   |
| 2 | Canada     | 3   | 2 | 1 | 0 | 1 | 2  | 4  | -2   |
| 3 | Guadeloupe | 0   | 2 | 0 | 0 | 2 | 1  | 5  | -4   |

| Journée 1    | Canada                    | 2 - 1   | Guadeloupe   | Stade Cementos Progreso, Guatemala        |                                           |
| 28 mars 2011 | Cavallini 52e · Bassi 58e | (0 - 1) | 25e Houelche | Spectateurs : 150 Arbitrage : José Molina | Spectateurs : 150 Arbitrage : José Molina |
| 28 mars 2011 | Rapport                   |         |              | Spectateurs : 150 Arbitrage : José Molina | Spectateurs : 150 Arbitrage : José Molina |

| Journée 2 | Guadeloupe | 0 - 3   | Costa Rica                  | Stade Cementos Progreso, Guatemala        |                                           |
| 2011      |            | (0 - 0) | 57e 62e Campbell · 74e Vega | Spectateurs : 770 Arbitrage : Oscar Reyna | Spectateurs : 770 Arbitrage : Oscar Reyna |
| 2011      | Rapport    |         |                             | Spectateurs : 770 Arbitrage : Oscar Reyna | Spectateurs : 770 Arbitrage : Oscar Reyna |

| Journée 3      | Costa Rica                                | 3 - 0   | Canada | Stade Cementos Progreso, Guatemala            |                                               |
| 1er avril 2011 | Golobio 34e · Campbell 66e · Miller 90+1e | (1 - 0) |        | Spectateurs : 1 445 Arbitrage : Raymond Bogle | Spectateurs : 1 445 Arbitrage : Raymond Bogle |
| 1er avril 2011 | Rapport                                   |         |        | Spectateurs : 1 445 Arbitrage : Raymond Bogle | Spectateurs : 1 445 Arbitrage : Raymond Bogle |

### Groupe D
|   | Équipe            | Pts | J | G | N | P | Bp | Bc | Diff |
| - | ----------------- | --- | - | - | - | - | -- | -- | ---- |
| 1 | Mexique           | 6   | 2 | 2 | 0 | 0 | 8  | 0  | +8   |
| 2 | Cuba              | 1   | 2 | 0 | 1 | 1 | 0  | 3  | -3   |
| 3 | Trinité-et-Tobago | 1   | 2 | 0 | 1 | 1 | 0  | 0  | -5   |

| Journée 1    | Cuba    | 0 - 3   | Mexique                                        | Stade Cementos Progreso, Guatemala        |                                           |
| 28 mars 2011 |         | (0 - 1) | 36e (csc) Malblanche · 53e Pulido · 85e Dávila | Spectateurs : 269 Arbitrage : Mark Geiger | Spectateurs : 269 Arbitrage : Mark Geiger |
| 28 mars 2011 | Rapport |         |                                                | Spectateurs : 269 Arbitrage : Mark Geiger | Spectateurs : 269 Arbitrage : Mark Geiger |

| Journée 2    | Trinité-et-Tobago | 0 - 0   | Cuba | Stade Cementos Progreso, Guatemala            |                                               |
| 30 mars 2011 |                   | (0 - 0) |      | Spectateurs : 1 500 Arbitrage : Trevor Taylor | Spectateurs : 1 500 Arbitrage : Trevor Taylor |
| 30 mars 2011 | Rapport           |         |      | Spectateurs : 1 500 Arbitrage : Trevor Taylor | Spectateurs : 1 500 Arbitrage : Trevor Taylor |

| Journée 3      | Mexique                            | 5 - 0   | Trinité-et-Tobago | Stade Cementos Progreso, Guatemala          |                                             |
| 1er avril 2011 | Guarch 7e 25e 49e · Pulido 31e 41e | (4 - 0) |                   | Spectateurs : 1 586 Arbitrage : José Molina | Spectateurs : 1 586 Arbitrage : José Molina |
| 1er avril 2011 | Rapport                            |         |                   | Spectateurs : 1 586 Arbitrage : José Molina | Spectateurs : 1 586 Arbitrage : José Molina |

## Tableau final
|  | Quarts de finale   | Quarts de finale   | Quarts de finale   | Quarts de finale   |                        |                        | Demi-finales       | Demi-finales       | Demi-finales                  | Demi-finales                  |                               |                               | Finale              | Finale              | Finale              | Finale              |
|  |                    |                    |                    |                    |                        |                        |                    |                    |                               |                               |                               |                               |                     |                     |                     |                     |
|  | 5 avril, Guatemala | 5 avril, Guatemala | 5 avril, Guatemala | 5 avril, Guatemala |                        |                        | 8 avril, Guatemala | 8 avril, Guatemala | 8 avril, Guatemala            | 8 avril, Guatemala            |                               |                               | 10 avril, Guatemala | 10 avril, Guatemala | 10 avril, Guatemala | 10 avril, Guatemala |
|  | 5 avril, Guatemala | 5 avril, Guatemala | 5 avril, Guatemala | 5 avril, Guatemala |                        |                        | 8 avril, Guatemala | 8 avril, Guatemala | 8 avril, Guatemala            | 8 avril, Guatemala            |                               |                               | 10 avril, Guatemala | 10 avril, Guatemala | 10 avril, Guatemala | 10 avril, Guatemala |
|  | Mexique            | Mexique            | 3                  | 3                  |                        |                        | 8 avril, Guatemala | 8 avril, Guatemala | 8 avril, Guatemala            | 8 avril, Guatemala            |                               |                               | 10 avril, Guatemala | 10 avril, Guatemala | 10 avril, Guatemala | 10 avril, Guatemala |
|  | Mexique            | Mexique            | 3                  | 3                  |                        |                        | 8 avril, Guatemala | 8 avril, Guatemala | 8 avril, Guatemala            | 8 avril, Guatemala            |                               |                               | 10 avril, Guatemala | 10 avril, Guatemala | 10 avril, Guatemala | 10 avril, Guatemala |
|  | Canada             | Canada             | 0                  | 0                  |                        |                        | 8 avril, Guatemala | 8 avril, Guatemala | 8 avril, Guatemala            | 8 avril, Guatemala            |                               |                               | 10 avril, Guatemala | 10 avril, Guatemala | 10 avril, Guatemala | 10 avril, Guatemala |
|  | Canada             | Canada             | 0                  | 0                  | Mexique                | Mexique                | 4                  | 4                  |                               |                               |                               |                               | 10 avril, Guatemala | 10 avril, Guatemala | 10 avril, Guatemala | 10 avril, Guatemala |
|  | 6 avril, Guatemala |                    |                    |                    | Mexique                | Mexique                | 4                  | 4                  |                               |                               |                               |                               | 10 avril, Guatemala | 10 avril, Guatemala | 10 avril, Guatemala | 10 avril, Guatemala |
|  |                    |                    | Panama             | Panama             | 1                      | 1                      |                    |                    |                               |                               |                               |                               | 10 avril, Guatemala | 10 avril, Guatemala | 10 avril, Guatemala | 10 avril, Guatemala |
|  | Honduras           | Honduras           | Panama             | Panama             | 1                      | 1                      | 0                  | 0                  |                               |                               |                               |                               | 10 avril, Guatemala | 10 avril, Guatemala | 10 avril, Guatemala | 10 avril, Guatemala |
|  | Honduras           | Honduras           | 8 avril, Guatemala |                    |                        |                        | 0                  | 0                  |                               |                               |                               |                               | 10 avril, Guatemala | 10 avril, Guatemala | 10 avril, Guatemala | 10 avril, Guatemala |
|  | Panama             | Panama             | 2                  | 2                  |                        |                        |                    |                    |                               |                               |                               |                               | 10 avril, Guatemala | 10 avril, Guatemala | 10 avril, Guatemala | 10 avril, Guatemala |
|  | Panama             | Panama             | 2                  | 2                  | Mexique                | Mexique                | 3                  | 3                  |                               |                               |                               |                               |                     |                     |                     |                     |
|  | 5 avril, Guatemala |                    |                    |                    | Mexique                | Mexique                | 3                  | 3                  |                               |                               |                               |                               |                     |                     |                     |                     |
|  |                    |                    | Costa Rica         | Costa Rica         | 1                      | 1                      |                    |                    |                               |                               |                               |                               |                     |                     |                     |                     |
|  | Costa Rica         | Costa Rica         | Costa Rica         | Costa Rica         | 1                      | 1                      | 6                  | 6                  |                               |                               |                               |                               |                     |                     |                     |                     |
|  | Costa Rica         | Costa Rica         |                    |                    |                        |                        |                    |                    |                               |                               |                               |                               |                     |                     |                     |                     |
|  | Cuba               | Cuba               | 1                  | 1                  |                        |                        |                    |                    |                               |                               |                               |                               |                     |                     |                     |                     |
|  | Cuba               | Cuba               | 1                  | 1                  | Costa Rica             | Costa Rica             | 2                  | 2                  | Match pour la troisième place | Match pour la troisième place | Match pour la troisième place | Match pour la troisième place |                     |                     |                     |                     |
|  | 6 avril, Guatemala |                    |                    |                    | Costa Rica             | Costa Rica             | 2                  | 2                  | Match pour la troisième place | Match pour la troisième place | Match pour la troisième place | Match pour la troisième place |                     |                     |                     |                     |
|  |                    |                    | Guatemala          | Guatemala          | 1                      | 1                      |                    |                    | 10 avril, Guatemala           | 10 avril, Guatemala           | 10 avril, Guatemala           | 10 avril, Guatemala           |                     |                     |                     |                     |
|  | États-Unis         | États-Unis         | Guatemala          | Guatemala          | 1                      | 1                      | 1                  | 1                  | 10 avril, Guatemala           | 10 avril, Guatemala           | 10 avril, Guatemala           | 10 avril, Guatemala           |                     |                     |                     |                     |
|  | États-Unis         | États-Unis         |                    |                    |                        |                        |                    | 1                  |                               |                               | 0 Panama                      | 0 Panama                      | 0 (6)               | 0 (6)               |                     |                     |
|  | Guatemala          | Guatemala          | 2                  | 2                  |                        |                        |                    |                    |                               |                               | 0 Panama                      | 0 Panama                      | 0 (6)               | 0 (6)               |                     |                     |
|  | Guatemala          | Guatemala          | 2                  | 2                  | 0 Guatemala (t. a. b.) | 0 Guatemala (t. a. b.) | 0 (7)              | 0 (7)              |                               |                               |                               |                               |                     |                     |                     |                     |
|  |                    |                    |                    |                    |                        |                        |                    |                    |                               |                               |                               |                               |                     |                     |                     |                     |

### Quarts de finale
| 5 avril 2011 | Costa Rica                                                    | 6 - 1   | Cuba      | Stade Doroteo Guamuch Flores, Guatemala     |                                             |
|              | Campbell 29e (pen.) · Miller 32e (pen.) · Vega 51e · Diaz 75e | (2 - 1) | 3e Lahera | Spectateurs : 179 Arbitrage : Trevor Taylor | Spectateurs : 179 Arbitrage : Trevor Taylor |
|              | Rapport                                                       |         |           | Spectateurs : 179 Arbitrage : Trevor Taylor | Spectateurs : 179 Arbitrage : Trevor Taylor |

| 5 avril 2011 | Mexique                                | 3 - 0   | Canada | Stade Doroteo Guamuch Flores, Guatemala   |                                           |
|              | Álvarez 33e · de Buen 72e · Mora 90+2e | (1 - 0) |        | Spectateurs : 475 Arbitrage : Mark Geiger | Spectateurs : 475 Arbitrage : Mark Geiger |
|              | Rapport                                |         |        | Spectateurs : 475 Arbitrage : Mark Geiger | Spectateurs : 475 Arbitrage : Mark Geiger |

| 6 avril 2011 | Honduras | 0 - 2   | Panama                     | Stade Doroteo Guamuch Flores, Guatemala      |                                              |
|              |          | (0 - 0) | 51e Álvarez · 85e Waterman | Spectateurs : 5 300 Arbitrage : Marlon Mejia | Spectateurs : 5 300 Arbitrage : Marlon Mejia |
|              | Rapport  |         |                            | Spectateurs : 5 300 Arbitrage : Marlon Mejia | Spectateurs : 5 300 Arbitrage : Marlon Mejia |

| 6 avril 2011 | États-Unis | 1 - 2   | Guatemala            | Stade Doroteo Guamuch Flores, Guatemala         |                                                 |
|              | Doyle 66e  | (0 - 1) | 33e Lima · 68e López | Spectateurs : 13 805 Arbitrage : Roberto Orozco | Spectateurs : 13 805 Arbitrage : Roberto Orozco |
|              | Rapport    |         |                      | Spectateurs : 13 805 Arbitrage : Roberto Orozco | Spectateurs : 13 805 Arbitrage : Roberto Orozco |

### Demi-finales
| 8 avril 2011 | Mexique                                                  | 4 - 1   | Panama      | Stade Doroteo Guamuch Flores, Guatemala      |                                              |
|              | Dávila 14e · Linton 31e (csc) · Izazola 40e · Rivera 49e | (3 - 1) | 28e Caicedo | Spectateurs : 2 353 Arbitrage : Marlon Mejia | Spectateurs : 2 353 Arbitrage : Marlon Mejia |
|              | Rapport                                                  |         |             | Spectateurs : 2 353 Arbitrage : Marlon Mejia | Spectateurs : 2 353 Arbitrage : Marlon Mejia |

| 8 avril 2011 | Costa Rica           | 2 - 1   | Guatemala   | Stade Doroteo Guamuch Flores, Guatemala      |                                              |
|              | Miller 2e · Vega 48e | (1 - 0) | 62e Vásquez | Spectateurs : 18 689 Arbitrage : Dave Gantar | Spectateurs : 18 689 Arbitrage : Dave Gantar |
|              | Rapport              |         |             | Spectateurs : 18 689 Arbitrage : Dave Gantar | Spectateurs : 18 689 Arbitrage : Dave Gantar |

### Match pour la troisième place
| 10 avril 2011                                                    | Panama            | 0 - 0 a. p.                                                   | Guatemala | Stade Doroteo Guamuch Flores, Guatemala        |                                                |
|                                                                  |                   | (0 - 0)                                                       |           | Spectateurs : 8 332 Arbitrage : Roberto Orozco | Spectateurs : 8 332 Arbitrage : Roberto Orozco |
|                                                                  | Rapport           |                                                               |           | Spectateurs : 8 332 Arbitrage : Roberto Orozco | Spectateurs : 8 332 Arbitrage : Roberto Orozco |
| Cummings · Álvarez · Botello · Waterman · Dixon · Chen · Jiménez | Tirs au but 6 - 7 | Ramirez · Vásquez · Rivas · Lima · Herrarte · Andrade · Lemus |           | Spectateurs : 8 332 Arbitrage : Roberto Orozco | Spectateurs : 8 332 Arbitrage : Roberto Orozco |

### Finale
| 10 avril 2011 | Mexique                       | 3 - 1   | Costa Rica | Stade Doroteo Guamuch Flores, Guatemala     |                                             |
|               | Dávila 18e 52e · Orrantia 39e | (2 - 1) | 17e Mora   | Spectateurs : 3 000 Arbitrage : Mark Geiger | Spectateurs : 3 000 Arbitrage : Mark Geiger |
|               | Rapport                       |         |            | Spectateurs : 3 000 Arbitrage : Mark Geiger | Spectateurs : 3 000 Arbitrage : Mark Geiger |

| Vainqueur du Championnat de la CONCACAF des moins de 20 ans 2011 Mexique 11e titre |

## Classement final
|    | Équipe            | Pts | J | G | N | P | Bp | Bc | Diff | Final                       |
| -- | ----------------- | --- | - | - | - | - | -- | -- | ---- | --------------------------- |
| 1  | Mexique           | 12  | 4 | 4 | 0 | 0 | 14 | 1  | +13  | Champion                    |
| 2  | Costa Rica        | 9   | 4 | 3 | 0 | 1 | 13 | 4  | +9   | Finaliste                   |
| 3  | Guatemala         | 7   | 4 | 2 | 1 | 1 | 5  | 4  | +1   | Troisième                   |
| 4  | Panama            | 7   | 4 | 2 | 1 | 1 | 5  | 2  | +3   | Quatrième                   |
| 5  | États-Unis        | 6   | 3 | 2 | 0 | 1 | 7  | 2  | +5   | Éliminé en quarts de finale |
| 6  | Honduras          | 6   | 3 | 2 | 0 | 1 | 5  | 4  | +1   | Éliminé en quarts de finale |
| 7  | Canada            | 3   | 3 | 1 | 0 | 2 | 2  | 7  | -5   | Éliminé en quarts de finale |
| 8  | Cuba              | 1   | 3 | 0 | 1 | 2 | 1  | 9  | -8   | Éliminé en quarts de finale |
| 9  | Trinité-et-Tobago | 1   | 2 | 0 | 1 | 1 | 0  | 5  | -5   | Éliminé en phase de groupes |
| 10 | Jamaïque          | 0   | 2 | 0 | 0 | 2 | 1  | 4  | -3   | Éliminé en phase de groupes |
| 11 | Guadeloupe        | 0   | 2 | 0 | 0 | 2 | 1  | 5  | -4   | Éliminé en phase de groupes |
| 12 | Suriname          | 0   | 2 | 0 | 0 | 2 | 0  | 7  | -7   | Éliminé en phase de groupes |